# Parosphromenus
Parosphromenus is een geslacht van straalvinnige vissen uit de familie van de echte goerami's (Osphronemidae).

## Soorten
- Parosphromenus allani Brown, 1987
- Parosphromenus anjunganensis Kottelat, 1991
- Parosphromenus bintan Kottelat & Ng, 1998
- Parosphromenus deissneri (Bleeker, 1859)
- Parosphromenus filamentosus (Oshima, 1919)
- Parosphromenus linkei Kottelat, 1991
- Parosphromenus nagyi Schaller, 1985
- Parosphromenus ornaticauda Kottelat, 1991
- Parosphromenus paludicola Tweedie, 1952
- Parosphromenus parvulus Vierke, 1979